# ヨシカレハ
ヨシカレハ（学名 : Euthrix potatoria）とは、チョウ目カレハガ科に属するガの一種である。

## 分布
日本全国に分布。

## 形態
黄土色の翅を持つガ。開張はオス45 - 60mm、メス50 - 80mm。幼虫は、こげ茶色の毛虫で、タケカレハのように頭部付近と尾部付近に1束ずつ長い毒針毛の束を持つ。この束は、刺激を受けても膨らまない。毒針毛は繭にもあるが、成虫にはない。

## 食草
ササ、ヨシなどを食草とする。